# Der Lone Ranger
Der Lone Ranger (im Original  The New Adventures of The Lone Ranger) ist eine US-amerikanische animierte Western-Zeichentrickserie. Die Serie wurde im Original mit 28 Episoden in zwei Staffeln zwischen 1980 und 1982 im Rahmen der Tarzan/Lone Ranger/Zorro Adventure Hour ausgestrahlt.
In der ersten Staffel hatten die Episoden eine Laufzeit von jeweils 24 Minuten, welche in der zweiten Staffel auf 12 Minuten gekürzt wurde. In Deutschland wurden die originale Reihenfolge bei der Ausstrahlung nicht beachtet.

## Handlung
Die Serie basiert auf der Figur des Lone Ranger und seinem indianischen Freund Tonto, die im Wilden Westen für Gerechtigkeit kämpfen. Erfunden wurde die Figur 1933 von Fran Striker und George W. Trendle. Die Zeichentrickserie folgte einer erfolgreichen Reihe mit Hörspielen im Radio, Fernsehserien und Kinofilmen.
In einigen Folgen treffen der Lone Ranger und Tonto auf historische Persönlichkeiten wie Buffalo Bill, Belle Starr. Mark Twain, Alfred Nobel oder Mathew B. Brady.
Im Anschluss an die jeweilige Handlung gibt der Ranger eine kurze Erklärung zu den Geschehnissen ab.

## DVD-Veröffentlichung
Die Serie wurde am 26. Juli 2013 von Universum Film / Studio 100 Media auf einer 3er DVD-Box veröffentlicht. Im Klappentext wurden hier fälschlicherweise die Produktionsdaten der Vorgängerserie Der Lone Ranger – Reiter mit der Maske von 1966 angegeben. 

## Episoden
| Nr. (ges.) | Nr. (St.) | Deutscher Titel                | Originaltitel                  | Erstausstrahlung USA | Deutschsprachige Erstausstrahlung (K-TOON) | Drehbuch                          |
| ---------- | --------- | ------------------------------ | ------------------------------ | -------------------- | ------------------------------------------ | --------------------------------- |
| 1          | 1         | Hanga, das Monster             | Hanga, the Night Monster       | 13. Sep. 1980        | 8. März 2000                               | Tom Dunsmuir                      |
| 2          | 2         | Gefahr am Yellowstone River    | Yellowstone Conspiracy         | 20. Sep. 1980        | 9. März 2000                               | Dennis Marks                      |
| 3          | 3         | Der Traum von El Dorado        | The Escape                     | 27. Sep. 1980        | 12. März 2000                              | Arthur Browne, Jr.                |
| 4          | 4         | Das fliegende Pferd            | The Great Balloon Race         | 4. Okt. 1980         | 11. März 2000                              | Dennis Marks                      |
| 5          | 5         | Der goldene Bolzen             | The President Plot             | 18. Okt. 1980        | 10. März 2000                              | Tom Ruegger                       |
| 6          | 6         | Der Kopfgeldjäger              | Tall Timber                    | 25. Okt. 1980        | 14. März 2000                              | Arthur Browne, Jr.                |
| 7          | 7         | Die Ölquelle                   | Blowout!                       | 1. Nov. 1980         | 15. März 2000                              | Arthur Browne, Jr.                |
| 8          | 8         | Mark Twains Entführung         | The Abduction of Tom Sawyer    | 8. Nov. 1980         | 16. März 2000                              | Dennis Marks                      |
| 9          | 9         | Die Geistermine                | The Silver Mine                | 15. Nov. 1980        | 19. März 2000                              | Arthur Browne, Jr.                |
| 10         | 10        | Das goldene Tal                | The Valley of Gold             | 22. Nov. 1980        | 13. März 2000                              | Arthur Browne, Jr.                |
| 11         | 11        | Hilfe für Buffalo Bill         | The Wildest Wild West Show     | 29. Nov. 1980        | 18. März 2000                              | Dennis Marks                      |
| 12         | 12        | Im Tal der Wildpferde          | The Black Mare                 | 6. Dez. 1980         | 17. März 2000                              | Dennis Marks                      |
| 13         | 13        | Ocate, der Junge Navajo        | The Renegade                   | 6. Dez. 1980         | 20. März 2000                              | Arthur Browne, Jr.                |
| 14         | 14        | Das Land am Fluß               | The Great Land Rush            | 10. Jan. 1981        | 21. März 2000                              | Arthur Browne, Jr.                |
| 15         | 15        | Jagd auf Frank und Jesse James | The Memory Trap                | 17. Jan. 1981        | 22. März 2000                              | Dennis Marks                      |
| 16         | 16        | Die Eisenbahnräuber            | The Runaway                    | 24. Jan. 1981        | 7. März 2000                               | Arthur Browne, Jr.                |
| 17         | 1         | Der Fotograf                   | Photo Finish                   | 19. Sep. 1981        | 23. März 2000                              | Misty Stewart                     |
| 18         | 2         | Der Zirkus kommt               | Walk a Tight Wire              | 26. Sep. 1981        | 25. März 2000                              | Misty Stewart                     |
| 19         | 3         | Die Wasserader                 | High and Dry                   | 3. Okt. 1981         | 23. März 2000                              | Arthur Browne, Jr., Misty Stewart |
| 20         | 4         | Der Schatz im Salzsee          | The Ghost Wagons               | 10. Okt. 1981        | 24. März 2000                              | Arthur Browne, Jr., Misty Stewart |
| 21         | 5         | Eine Reise im Pullman          | The Great Train Treachery      | 31. Okt. 1981        | 26. März 2000                              | Andy Heyward                      |
| 22         | 6         | Dynamit                        | Blast-Out                      | 7. Nov. 1981         | 27. März 2000                              | Misty Stewart                     |
| 23         | 7         | Gefahr für den Pony-Express    | Renegade Roundup               | 21. Nov. 1981        | 28. März 2000                              | -                                 |
| 24         | 8         | Der Falschmünzer               | Front Page Cover-Up            | 2. Jan. 1982         | 24. März 2000                              | Misty Stewart                     |
| 25         | 9         | Die York-Brüder                | Unnatural Disaster             | 9. Jan. 1982         | 25. März 2000                              | Misty Stewart                     |
| 26         | 10        | Der Saphir von Nepal           | Showdown on the Midnight Queen | 16. Jan. 1982        | 26. März 2000                              | Arthur Browne, Jr.                |
| 27         | 11        | Die Banning-Bande              | Banning's Raiders              | 23. Jan. 1982        | 28. März 2000                              | -                                 |
| 28         | 12        | Viehtrieb mit Hindernissen     | The Long Drive                 | 30. Jan. 1982        | 27. März 2000                              | Misty Stewart                     |

## Synchronisation
Die deutsche Synchronbearbeitung entstand unter der Regie von Uwe Paulsen in den Ateliers der Berliner Synchron GmbH in Berlin.
| Rolle           | Originalsprecher | Synchronsprecher |
| --------------- | ---------------- | ---------------- |
| Der Lone Ranger | William Conrad   | Uwe Paulsen      |
| Tonto           | Ivan Naranjo     | Detlef Bierstedt |
| Introtext       | William Conrad   | Andreas Thieck   |